# 卡姆斯托克帕克 (密歇根州)
卡姆斯托克帕克（英語：Comstock Park）是位於美國密歇根州肯特縣阿爾派恩鎮區及普萊恩菲爾德鎮區的一個普查規定居民點。

## 人口
根據2020年美國人口普查的數據，卡姆斯托克帕克的面積為10.07平方千米，當中陸地面積為10.05平方千米，而水域面積為0.02平方千米。當地共有人口10500人，而人口密度為每平方千米1,042.7人。